# 玛凯拉·格林伍德
玛凯拉·格林伍德（英語：Makayla Greenwood，2003年10月25日—），美国女子跆拳道运动员，2021年泛美跆拳道锦标赛女子53公斤级金牌得主、2022年泛美跆拳道锦标赛女子53公斤级金牌得主、2022年世界跆拳道锦标赛女子53公斤级金牌得主。